# Iser Har'el
Iser Har'el (hebrejsky איסר הראל‎, rodným jménem Iser Halperin; 1912 – 18. února 2003), známý jako Malý Iser, byl v letech 1952 až 1963 ředitelem izraelské zpravodajské služby Mosad a v letech 1948 až 1963 ředitelem Šin bet.

## Biografie
Narodil se ve Vitebsku, v tehdejším Rusku (dnes Bělorusko), v početné a zámožné rodině, vlastnící ve Vitebsku továrnu na ocet. Přesné datum jeho narození není známo, neboť rodný list se zaznamenaným datem se ztratil za první světové války. Během revoluce a pozdější občanské války se Vitebsk stal několikrát dějištěm bojů mezi bílými a rudými. Iser dokonce slyšel projev Lva Trockého pronesený ve Vitebsku. Už v útlém věku projevoval zájem o bezpečnost židovské komunity a organizoval své spolužáky k obraně proti antisemitským útokům. Poté, co moc v Rusku převzal sovětský režim byl Iserově rodině zabaven veškerý majetek. V 1922 rodina emigrovala ze Sovětského svazu do Dvinsku v tehdy nezávislém Lotyšsku. V Dvinsku Iser dokončil základní školu a začal studovat na střední. Při dospívání si stále více uvědomoval svůj původ a vědomí a proto vstoupil do sionistické mládežnické organizace.
V 16 letech se začal připravovat na vystěhování do Izraele. Rok pracoval v zemědělství, aby se mohl zapojit do práce v kibucu. Po tzv. Hebronském masakru v roce 1929 se s přáteli rozhodl neodkládat vystěhování, protože bylo životně nutné posílit židovské osídlení v Palestině. Proto si sedmnáctiletý Iser upravil své doklady tak, aby splňoval podmínky pro britské vízum nutné k vycestování do Palestiny (předpisy vyžadovaly nejnižší věk 18 let). Začátkem roku 1930 se vydal na cestu do Izraele. Projel Evropu ze severu až na jih, kde v Janově nastoupil na loď.
Po příjezdu se stal členem nově založeného kibucu nedaleko Tel Avivu. Zde pracoval jako odborník na zavlažování.
V roce 1935 kibuc opustil a se svou manželkou Rivkou se usadili v Herzliji (spolu měli jedno dítě, dceru, která v současnosti pracuje pro Šin bet). Zde Har'el vstoupil do Hagany. V té začal pracovat na úkolech především bezpečnostního charakteru. Jeho schopnosti ho brzy přivedly do Šaj, kde se začal zabývat zpravodajskou činností. Díky jeho talentu se mu podařilo přetvořit Šaj na profesionálně pracující zpravodajskou službu. Zavedl systém v analýze, registr získaných informací, ale získal i finance, vybavení a další personál. Původní zaměření Šaj na Araby a britské okupační jednotky rozšířil i na židovské extrémisty či později na sovětské aktivity.
Při své činnosti v Šaj se seznámil s budoucím prvním izraelským premiérem Davidem Ben Gurionem. Ten ho v po založení Izraele v roce 1948 pověřil založením Šin bet.

### Ředitel Mosadu
22. září 1952 se Har'el stal druhým ředitelem Mosadu a zároveň prvním, který dostal hebrejský titul Memune (pověřený), což je odkaz na jeho pozici, v níž byl zároveň ředitelem Mosadu i Šin bet. Od počátku se všemožně snažil vést Mosad k co nejtěsnější spolupráci se západními zpravodajskými službami, ale zejména s CIA.
Zároveň byl patnáct let šéfem vyšetřovatelů pracujících na nalezení A. Eichmanna. Celé vyšetřování skončilo v květnu 1960, kdy komando Mosadu Eichmanna tajně uneslo z Argentiny do Izraele před soud.
Ze své funkce odešel po roztržce s Ben Gurionem ohledně kauzy německých vědců pracujících na zbraňových systémech pro Egypt. Zatímco Har'el požadoval, aby se tento případ řešil jako politická kauza, to znamená mezi politiky, Ben Gurion si uvědomoval, že tímto způsobem by se vše prozradilo na veřejnosti. Proto nařídil tajnou akci, při níž měli být němečtí vědci zastrašováni přes své rodiny. V rámci této akce byl ve Švýcarsku zatčen agent Mosadu, když se setkal s dcerou jednoho z vědců. Případu se dostalo velké veřejné publicity. Ben Gurion následně obvinil Har'ela, že celé toto zatčení nastrojil, aby dosáhl svého, tedy zveřejnění celého případu. Po tomto obvinění odeslal rozzlobený Har'el Ben Gurionovi svou rezignaci, kterou, na rozdíl od těch předešlých už nevzal zpět.

### Politická kariéra
Po opuštění Mosadu se Har'el zapojil do politické činnosti v nově založené straně Rešima mamlachtit Davida Ben Guriona (pozdějšího Likudu). V následujících volbách, v roce 1969 byl zvolen do Knesetu, kde Rešima mamlachtit získala čtyři křesla. Po Ben Gurionově odchodu přešel do Likudu. Ve volbách v roce 1973 však svůj mandát již neobhájil.
Po svém odchodu z veřejného života se začal věnovat psaní knih o zpravodajských službách. Nejznámější z Harelových knih ale zůstává Dům v Garibaldiho ulici, ve které zdokumentoval hon na Eichmanna. Tato kniha vznikla sice už v roce 1965, ale otištěna mohla být až v roce 1975.

## Dílo
- HAR'EL, Isser. Dům v Garibaldiho ulici - Dopadení Adolfa Eichmanna. Praha: Paseka, 2003. 264 s. ISBN 80-7185-556-1.
- HAR'EL, Isser. Mosad: operace Eichmann. Praha: Leda, 2008. 262 s. ISBN 978-80-7335-150-2.